# 邓伦
邓伦（1992年10月21日—），中国男演员，出生于河北省石家庄市，毕业于上海戲劇學院表演系。2012年，因出演電視劇《花非花霧非霧》中的“徐浩”一角而嶄露頭角，正式進入娛樂圈；2016年，因主演《十五年等待候鳥》及《因為遇見你》而開始受到關注；2017年，憑藉連續播出的電視劇作品《歡樂頌2》、《楚喬傳》以及參與真人秀《爸爸去哪兒》而累积大量粉丝；2018年，隨著主演的《一千零一夜》及《香蜜沉沉烬如霜》兩部作品的高收視，迎來演艺事業高峰。2019年首次入围福布斯中国名人榜，位列第21位。2020年9月25日入驻上海杜莎夫人蜡像馆。
2022年3月15日，因2021年的新法查2019年的舊帳，鄧倫已主動自查一千萬人民幣，但有300萬人民幣經紀公司代繳未繳，被上海市税务局处罚并追缴1.06亿元人民币，其社交帳號均遭到封禁。

## 早年經歷
大學就讀於上海戲劇學院2011級表演系本科1班，與郭曉婷、王煜、王莎莎等演員是大學同班同學。

## 演艺经历

### 2012-2015年：出道、主攻影視
2012年，被瓊瑤選定合作主演都市勵志情感劇《花非花霧非霧》，飾演白夢華的男朋友徐浩，是一位公司職員。這是鄧倫的首部影視作品，從而正式進入演藝圈。
2013年3月，出演民國情感劇《新京華煙雲》，在劇中飾演女主角姚木蘭的弟弟姚阿非；同年，出演都市情感劇《叫我灰姑娘》，飾演女主角杜齊花的弟弟杜齊天。
2014年，出演都市家庭輕喜劇《待嫁老爸》，在劇中飾演有理想、有抱負的大男孩蘇達與，一路為同父異母的姐姐保駕護航，幫助其獲得真愛；同年，與孫怡合作主演都市情感輕喜劇《愛情上上簽》，飾演長相白淨、性格靦腆且不善社交的工商管理專業畢業生孫小飛，這也是他首次在影視作品中擔綱男主角。
2015年，主演演古裝神話劇《封神》，在劇中飾演外形妖嬈魅惑且有著超凡技能的九尾一族狐妖王子虛，這也是鄧倫首次在影視作品中嘗試古裝扮相；同年，與張若昀及孫怡等合作主演根據盈風同名小說改編的都市青春偶像劇《十五年等待候鳥》，飾演外表冷漠、內心卻溫暖無比的男二號柳千仁並對女主角黎璃由恨生愛，開啓了一段長達十五年的暗戀故事；出演年代情感劇《燃情大地》，在劇中飾演馬家三兄弟的馬除夕；與戲骨級演員们合作出演了年代劇《白鹿原》，飾演鹿子霖的次子、國民革命軍團長鹿兆海。

### 2016年
3月16日，《十五年等待候鳥》首播，由其飾演的男二號柳千仁一角成功地給觀眾留下深刻的印象；同年，與韓國女子組合f(x)成員鄭秀晶搭檔主演都市勵志情感劇《畢業季》，在劇中飾演帥氣多金且風流瀟灑的男主角安景晨；與孫怡再續前緣，合作主演都市情感勵志劇《因為遇見你》，在劇中飾演逗痞浪蕩卻身負正義與責任的男主角李雲愷，這也是他首次在影視作尝試律師的角色。出演的古裝傳奇劇《楚喬傳》，飾演了表面放蕩不羈、實則頭腦精明的南梁太子蕭策；9月，加盟都市勵志情感劇《歡樂頌2》，飾演關雎爾的音樂才子男朋友謝童；12月10日，斬獲「騰訊視頻星光大賞」年度青春大勢藝人獎。

### 2017年：演藝事業迎來高峰期
2017年對鄧倫來說是豐收的一年，他共有4部作品與觀眾見面，而每部作品的收視率、播放量、口碑和討論度都是極高的。3月2日，《因為遇見你》湖南衛視金鷹獨播劇場首播，該以52城平均1.93、全國網平均3.26的收視成績獲得全國同時段電視劇收視冠軍，成為2017年電視劇最大黑馬；4月16日，《白鹿原》在江蘇衛視、安徽衛視首播；5月11日，《歡樂頌2》在東方衛視、浙江衛視播出，鄧倫為該劇演唱了兩首插曲《愛我所愛》及《天已黑》；6月5日，《楚喬傳》在湖南衛視“青春進行時”首播，該劇以1.741%的平均收視率、10.840%的市場份額穩居近兩年周播劇的“冠軍”寶座。
鄧倫依舊忙於影視作品的拍攝。2月，與李一桐搭檔主演民國情感劇《海棠經雨胭脂透》，在劇中飾演與顧海棠相戀的男主角朗月軒；6月，與楊紫搭檔主演古裝神話劇《香蜜沉沉燼如霜》，在劇中飾演原為天界二殿下、後為幽冥魔尊的男主角旭鳳，10月，與迪麗熱巴搭檔主演現代都市劇《一千零一夜》，飾演高智商低情商的霸道男神、身為花藝大師的男主角柏海。
此外，鄧倫更是跨界挑戰各類綜藝節目。6月，參加北京衛視明星跨界音樂真人秀節目《跨界歌王第二季》；8月，以實習爸爸身份加盟參加芒果TV親子戶外真人秀節目《爸爸去哪兒第五季》，實習女兒為小山竹，並參與演唱該節目的主題曲《爸爸去哪兒》；12月31日，受邀參加湖南衛視跨年演唱會，演唱了《穩穩的幸福》及《翅膀》。
同年11月22日，獲得「第14屆MAHB年度先生盛典」年度最具潛力演員獎；12月2日，獲得「2018愛奇藝尖叫之夜」年度人氣藝人獎。

### 2018年
1月1日，獲得2017國劇盛典年度新晉男演員獎；3月，為常駐嘉賓加盟湖南衛視情境類益智互動推理秀《我是大偵探》，同時也演唱節目同名主題曲《我是大偵探》，並於節目收官之際收穫「全能推理王」的稱號；3月17日，獲得電視劇品質盛典年度青春號召力劇星獎；5月，主演電視劇《我的真朋友》開機拍攝，飾演男主邵芃橙；6月25日，《一千零一夜》在湖南衛視金鷹獨播劇場首播，該劇以雙網破1的好成績收官；7月18日，於石家庄市長安區經營的火鍋店正式營業，名為“火社”；8月，入選了福布斯中國“30位30歲以下精英”榜（娛樂領域）；8月2日，《香蜜沉沉燼如霜》在江蘇衛視首播，該劇自播出就穩坐全國收視率冠軍，CSM52城平均收視率也破1.3%，是2018年暑假收視冠軍；10月，電視劇《加油，你是最棒的》正式在北京開機，飾演男主角郝澤宇；同月，擔任北京衛視中國首檔聚焦故宮博物院的文化創新類真人秀《上新了·故宮》的新品開發官，並為節目演唱主題曲。

### 2019年
綜藝節目《密室大逃脫》於3月30號起每週六中午12點在芒果TV播出，擔任常駐嘉賓。
都市情感劇《我的真朋友》於5月19日在浙江衛視及東方衛視提檔播出，於劇中飾演個性放蕩不羈卻內心柔軟的富二代男主角邵芃橙。
7月31日起於湖南衛視金鷹獨播劇場播出都市情感劇《加油，你是最棒的》，改編自自由極光的原著小說《加油！你是最胖的》，飾演過氣選秀藝人郝澤宇，在追逐夢想的路上抗住了現實生活的重重考驗及奮鬥路上的種種挑戰，在成長中收獲了親情，友情和愛情。並演唱插曲《突然想愛你》，該劇開播收視率破2，全國同時段收視率第一。 
在2019年8月發佈的福布斯中國名人榜，名列第21名。
由郭敬明執導，獲得日本原著小說作者夢枕獏授權及擔任編劇顧問的電影《陰陽師》於8月19日在横店開機，預計將於2020年放映。《陰陽師》電影分為《晴雅集》和《瀧夜曲》。《晴雅集》主要講述了晴明承師父遺命，前往天都參加祭天大典，與博雅（鄧倫 飾）不打不相識，從對手成為搭檔摯友，兩人一同破解離奇案件，揭開一段塵封百年的秘密，拯救蒼生的故事。電影於12月17日正式官宣，並發佈了主角的角色形象海報。
10月24日於芒果TV首播民國背景劇《海棠經雨胭脂透》，飾演為愛而暖的朗家二公子朗月軒，在幾經命運的捉弄下，與女主相愛相虐，最終在危機中將「朗裏春」這第一江南胭脂製造品牌發揚光大。

### 2020年
歷時八個月，《陰陽師》系列電影於4月22日圓滿殺青。綜藝節目《極限挑戰》在4月25日的助農扶貧公益直播中官宣了節目在5月10日正式播出，鄧倫為新加入的常駐嘉賓。6月中進組參與由國家廣電總局組織指導，以中國大陸抗擊新型冠狀病毒疫情期間的真人真事為基礎改編而成的抗疫劇《在一起》，鄧倫於其中一個單元《我是大連》中飾演在疫情爆發期間誤入武漢後成為志願者的大連小伙。綜藝節目《密室大逃脫第二季》於6月30號首播，及後起每週三中午12點在芒果TV播出。9月2日，優酷體育綜藝節目《這就是灌籃》第三季官宣明星陣容，鄧倫擔綱經理人。緊接著於10月24日起，《上新了·故宮》第三季播出，鄧倫繼續以故宮文創新品開發員身份為紫禁城建成600年暨故宫博物院成立95周年送上祝福。12月25日，鄧倫參演的首部電影作品《晴雅集》在內地上映，出演雙男主角之一的武士博雅，其演技獲得大眾好評，此電影作品亦獲得4.52億的票房佳績。

### 2021年
《夜旅人》於7月20日在橫店開機，鄧倫飾演男主盛清讓。歷時117天拍攝，於11月13日正式殺青。

### 2022年至今
2022年3月15日，鄧倫因公司代繳未繳300萬人民幣，被上海市稅務局處罰並追繳1.06億元人民幣，而其新浪微博、抖音、工作室帳號均被封禁。

## 影视作品

### 电影
| 年度           | 剧名            | 角色 | 備註                                    |
| -------------- | --------------- | ---- | --------------------------------------- |
| 2020年12月25日 | 陰陽師 - 晴雅集 | 博雅 | 票房4.52億，上架網飛後，蟬連二週的TOP10 |
|                | 陰陽師 - 瀧夜曲 | 博雅 |                                         |

### 电视剧
| 年度       | 剧名                       | 角色       | 備註             |
| ---------- | -------------------------- | ---------- | ---------------- |
| 2013年     | 《花非花霧非霧》           | 徐浩       |                  |
| 2014年     | 《新京华烟云》             | 姚迪非     |                  |
| 2015年     | 《待嫁老爸》               | 苏达       |                  |
| 2015年     | 《爱情上上签》             | 孙小飞     |                  |
| 2016年     | 《十五年等待候鳥》         | 柳千仁     |                  |
| 2017年     | 《奇星記之鮮衣怒馬少年時》 | 悠然君     | 客串             |
| 2017年     | 《因为遇见你》             | 李云恺     |                  |
| 2017年     | 《白鹿原》                 | 鹿兆海     |                  |
| 2017年     | 《欢乐颂2》                | 谢童       |                  |
| 2017年     | 《楚乔传》                 | 萧策       |                  |
| 2018年     | 《一千零一夜》             | 柏海       |                  |
| 2018年     | 《香蜜沉沉烬如霜》         | 旭凤       |                  |
| 2019年     | 《封神演义》               | 子虚       |                  |
| 2019年     | 《我的真朋友》             | 邵芃橙     |                  |
| 2019年     | 《加油，你是最棒的》       | 郝泽宇     |                  |
| 2019年     | 《海棠经雨胭脂透》         | 朗月轩     |                  |
| 2020年     | 《冰糖燉雪梨》             | 徐峰       | 客串             |
| 2020年     | 《在一起》                 | 宋小强     | 單元《我叫大连》 |
| 2020年     | 《目标人物》               | 柯宸       | 客串             |
| 2021年     | 《理想照耀中国》           | 吳祖太     | 單元《天河》     |
| 2021年     | 《戰火狼煙》               | 馬除夕     |                  |
|            | 《叫我灰姑娘》             | 杜齊天     | 2014年拍摄       |
| 《毕业季》 | 安景晨                     | 2016年拍摄 |                  |
| 《夜旅人》 | 盛清讓                     | 2021年拍摄 |                  |

### 固定綜藝節目
| 播出日期                       | 節目名稱                | 集數           | 備註                       | 來源   |
| ------------------------------ | ----------------------- | -------------- | -------------------------- | ------ |
| 2017年9月7日－2017年12月7日    | 《爸爸去哪兒第五季》    | 13+1（先导片） | 實習爸爸，實習女兒為小山竹 | [ 36 ] |
| 2018年3月24日－2018年6月16日   | 《我是大偵探》          | 13+1（先导片） | 固定玩家                   | [ 37 ] |
| 2018年11月9日－2019年1月11日   | 《上新了·故宫》         | 10             | 新品开发官                 | [ 38 ] |
| 2019年3月30日－2019年6月22日   | 《密室大逃脫》          | 13+1（先导片） | 固定玩家                   | [ 39 ] |
| 2019年8月21日－2019年10月23日  | 《我要打籃球》          | 10             | 領隊                       |        |
| 2019年11月8日－2020年1月10日   | 《上新了·故宫第二季》   | 10             | 新品開發官                 |        |
| 2020年5月10日－2020年7月26日   | 《极限挑战第六季》      | 12             | 固定成員                   |        |
| 2020年6月30日－2020年9月23日   | 《密室大逃脫第二季》    | 13             | 固定玩家                   |        |
| 2020年10月17日－2020年12月19日 | 《这！就是灌篮 第三季》 | 10             | 经理人                     |        |
| 2020年10月24日－2020年12月26日 | 《上新了故宫 第三季》   | 10+1（總結）   | 新品開發官                 |        |
| 2021年4月4日 - 2021年6月20日   | 《极限挑战第七季》      | 12             | 固定成員                   |        |
| 2021年5月6日－2021年8月5日     | 《密室大逃脱》第三季    | 12             | 固定成员                   |        |
| 2022年3月10日－2022年3月18日   | 《明星大侦探》第七季    | 第5-6案        | 嘉宾                       |        |

### 廣播劇
| 年度             | 剧名                   | 角色 | 備註                                                      |
| ---------------- | ---------------------- | ---- | --------------------------------------------------------- |
| 2019年11月20日起 | 面具之下 第一季        | 林徹 | 共40期，每周三、周五於“喜馬拉雅APP VIP頻道”下午2:00更新。 |
| 2020年10月21日起 | 面具之下 第二季·真相季 | 林徹 | 共40期，每周一至五於“喜馬拉雅APP VIP頻道”下午2:00更新。   |

## 音樂作品
| 曲名            | 發行日期       | 備註                                              |
| 《天已黑》      | 2017年5月27日  | 《歡樂頌2》插曲，劇情版情感主題曲                 |
| 《愛我所愛》    | 2017年5月31日  | 《歡樂頌2》插曲，謝童人物曲                       |
| 《爸爸去哪兒》  | 2017年9月8日   | 《爸爸去哪兒第五季》合唱主題曲                    |
| 《我是大偵探》  | 2018年3月23日  | 《我是大偵探》合唱主題曲                          |
| 《花不語》      | 2018年6月25日  | 《一千零一夜》片尾曲                              |
| 《天地無霜》    | 2018年7月26日  | 《香蜜沉沉燼如霜》主題曲，對唱版（與楊紫合唱）    |
| 《天地無霜》    | 2018年7月26日  | 《香蜜沉沉燼如霜》插曲，獨唱版                    |
| 《上新了·故宮》 | 2018年10月31日 | 《上新了·故宮》同名主題曲，對唱版（與周一圍合唱） |
| 《上新了·故宮》 | 2018年10月31日 | 《上新了·故宮》同名主題曲，獨唱版                 |
| 《青春北京》    | 2019年6月14日  | 2019年“歌唱北京”活动优秀歌曲奖                    |
| 《突然想爱你》  | 2019年7月25日  | 《加油，你是最棒的》插曲                          |
| 《等愛》        | 2019年10月24日 | 《海棠經雨胭脂透》插曲（與阿蘭合唱）              |
| 《上新了·故宮》 | 2019年11月8日  | 《上新了故宮第二季》同名主題曲（與張魯一合唱）    |
| 《牽星術》      | 2019年12月26日 | 《上新了故宮第二季》片尾曲                        |
| 《密室大逃脫》  | 2020年7月29日  | 《密室大逃脫》同名合唱主題曲                      |
| 《在一起》      | 2020年9月29日  | 抗疫剧《在一起》同名合唱主題曲                    |
| 《紫禁秋》      | 2020年11月21日 | 《上新了故宮第三季》主題曲                        |
| 《癡情冢》      | 2020年12月24日 | 电影《晴雅集》片尾曲                              |

## 獎項與榮譽

### 榮譽
| 年度   | 獲獎項目                                                                                                   |
| ------ | --- |
| 2017年 | - 第一财经周刊“2017中国最具商业价值明星排行榜TOP100”（第51名）                                             |
| 2018年 | - 福布斯中國“30位30歲以下精英”榜（其中之一）                                                               |
| 2020年 | - 《加油，你是最棒的》獲得第十五屆首爾國際電視節的長篇優秀作品獎（銀鳥獎）                                 |
| 2023年 | - 《加油，你是最棒的》、《在一起》入選由中國國家廣電總局主辦的2023年上海電視節“一带一路”優秀電視劇作品片單 |
| 2023年 | - 鄧倫作為主演的《理想照耀中國》入圍白玉蘭最佳電視劇                                                       |

## 慈善公益活動
- 2016年，鄧倫參加一直播發起的“愛心一碗飯”公益活動，呼籲粉絲為貧困地區學生改善午餐營養。[41]
- 2017年4月，鄧倫參與由ofo小黃車 &NYT TRAVEL的低碳出行公益計劃“每公里都算樹”，呼籲人們用樸素的騎行方式感受城市的文化與發展，倡導低碳出行。[42]
- 2017年6月17日，鄧倫於上海領跑“瑞麗水藍跑Water Run”，身體力行號召大家保護海洋和水資源，用快樂和動感健康的方式關愛地球。[43]
- 2017年8月，鄧倫響應“愛滿空瓶”活動，環保項目，呼籲人們能夠回收洗髮水空瓶，用實際行動支持綠色消費。同時，這項活動也通過環保的循壞再生方式，為雲南省宣威市務德鎮小街村三組的完全小學的孩子們捐建教育基礎設施。[44]
- 2017年9月6日，鄧倫參與“畫出生命線”活動，通過完成救護車塗鴉，將卡片送給積極參與公益的粉絲，號召更多的人為公益行動起來，而所得收益將捐贈給“為愛加速”芭莎自治區救護車項目，從而使畫紙上的救護車變成現實，去到最需要的地方。[45]
- 2017年9月7日，鄧倫為中國青少年足球發展基金的“村小少年足球夢想”項目發聲，呼籲大眾一起募捐和助力，為實現孩子們的足球夢。[46]
- 2017年12月，鄧倫為“艾”發聲，倡導將“艾滋病”從陰影裡帶到陽光下，呼籲人們用擁抱帶給艾滋病毒感染者希望和勇氣。[47]
- 2018年4月，鄧倫擔任“第八屆全國大學生綠植領養”的公益大使，呼籲同學們加入校園公益行、了解綠植領養並參與預約種苗。[48]
- 2018年10月14日，鄧倫透過微博呼籲大家支持10月17日的“國家扶貧日”，一同關注“脫貧攻堅戰”星光行動啟動儀式，聚你我之力，為打贏“脫貧攻堅戰”加油。[49]
- 2019年9月2日，99公益日，公益召集人鄧倫：釋讀萬字配音文稿，讓視障人群“看見”電影。[50]
- 2020年5月18日，鄧倫配音武漢逆行者公益視頻，講述戰疫中那些普通人的故事。[51]
- 2020年6月8日，鄧倫擔任阿里巴巴“守護生命關愛大使”。[52]
- 2020年9月17日，鄧倫透過微博呼籲大家支持9月17日的“美丽中国支教项目”匯聚大家更多的力量，看見鄉村孩子們不同的未來。[53]
- 2020年9月23日，鄧倫擔任網易公益“一塊屏”愛心助力官，幫助山區孩子打破人生局限，看見未來更多可能。[54]
- 2020年10月15日，聯合國世界糧食計劃署和美團攜手鄧倫發起外賣零浪費挑戰共同倡議：厲行節約，適量點餐，拒絕食物浪費。[55]
- 2021年3月21日，邓伦与林书豪一起，共同关爱留守儿童，为孩子们尽一份爱心与力量。[56]
- 2021年12月1日，邓伦成为Tatler“中国骄傲”慈善项目推广大使。[57]
- 2022年4月，邓伦以火社火鍋的名義，捐贈新鮮的蔬果給予封城中的上海。
- 2023年6月，邓伦以火社火鍋的名義，和芯有千千姐聯手，捐贈粽意你粽子禮盒。

## 争议

### 以新法查舊稅被罚
2022年3月15日，上海市税务局第四稽查局据税收监管中的线索，以2021的新法查2019至2020的舊稅，得邓伦在2019年至2020年间少繳个人所得税4765.82万元，其他少缴个人所得税1399.32万元。在税务检查过程中，邓伦能够积极配合检查并主动补缴税款4455.03万元，并主动报告税务机关尚未掌握的涉税违法行为。综合考虑上述情况，上海市税务局第四稽查局依据相关法律法规规定，按照上海市税务行政处罚裁量基准，对邓伦追缴税款、加收滞纳金并处罚款，共计1.06亿元。邓伦随后发布致歉信称其深刻认识到自己的错误，愿承担相关一切责任及后果。当日，邓伦的抖音账号和工作室微博都被封禁，稍迟其个人微博也被封禁。部分品牌或企业也解除了与邓伦的一切商业合作。
2023年7月，邓伦因与云米代言期间被商家解约，申请执行人云米公司申请执行174万余元违约金，执行法院为佛山市顺德区人民法院，涉及服务合同纠纷案件。

## 外部連結
- 邓伦的新浪微博（已被屏蔽）
- 邓伦工作室的新浪微博（已被屏蔽）
- 邓伦工作室的Instagram帳戶
- 邓伦的Instagram帳戶
- 邓伦在互联网电影资料库（IMDb）上的資料（英文）
- 邓伦在豆瓣上的资料（简体中文）
- 邓伦在时光网上的簡介（简体中文）